# Finschia rufa
Finschia rufa là một loài thực vật có hoa trong họ Quắn hoa. Loài này được Warb. miêu tả khoa học đầu tiên năm 1891.